# Irbis-E

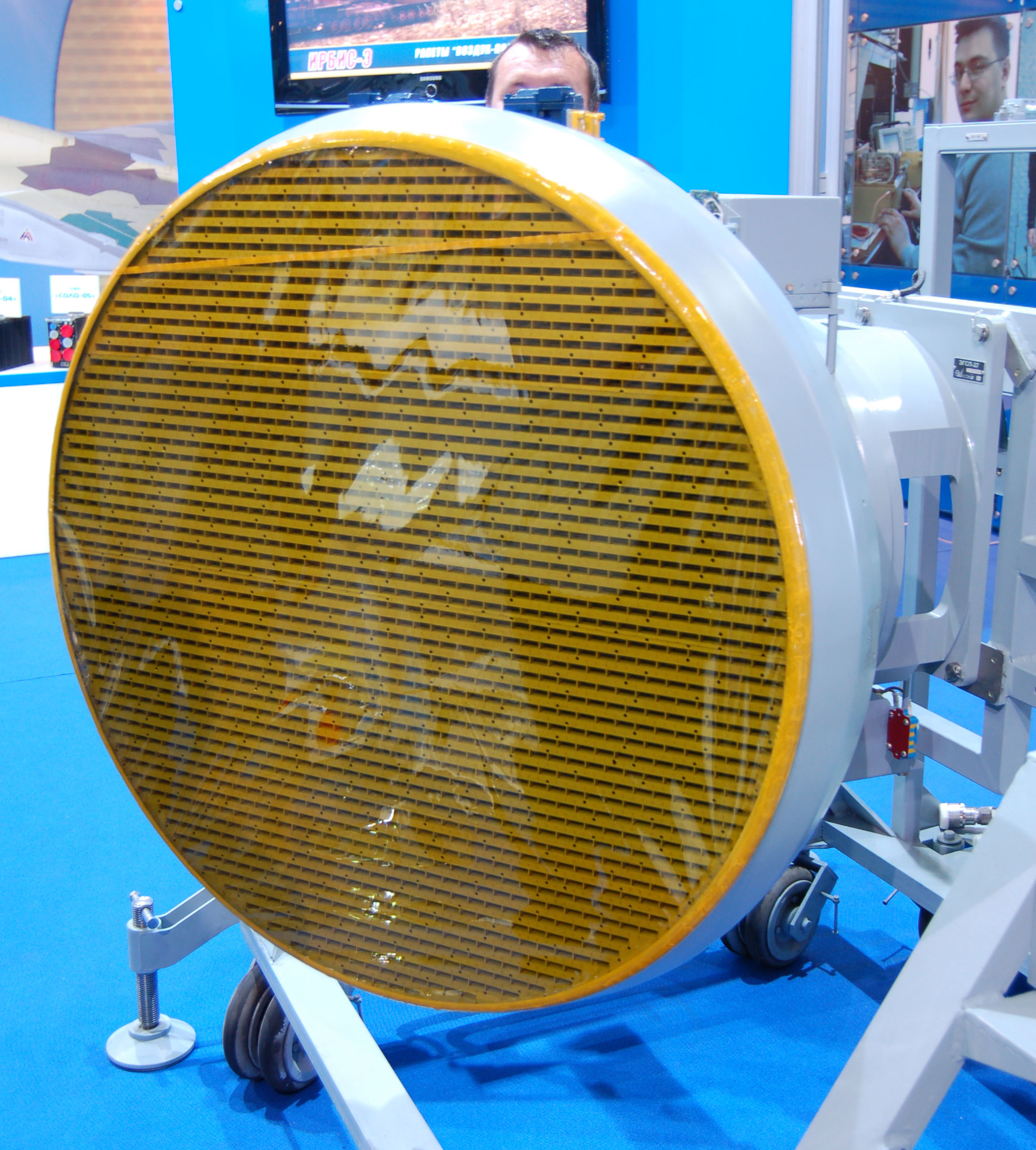
Su-35BM의 Irbis-E 레이더

Irbis-E는 러시아의 전투기용 X 밴드 PESA 레이더이다. Su-30의 Bars 레이다를 기본으로 하여, Su-35BM 다목적 전투기용으로 티코미로프 NIIP가 개발했다.

## 역사
Irbis-E는 2004년 개발을 시작했다. 최초의 프로토타입은 Su-30M2 전투기에 장착해 2007년 초반에 테스트했다.
이전의 Bars 레이다 보다 훨씬 고성능인 Irbis-E는 스텔스기를 탐지할 수 있다.
Irbis-E는 400 km 거리에서 30개의 공중 목표물을 동시탐지, 동시추적할 수 있으며, 8개에 동시공격이 가능하다.
마주보는 방향의 RCS 3m2인 목표물을 400 km에서 탐지할 수 있고, RCS 0.01m2인 목표물은 90 km에서 탐지할 수 있다.
스텔스기의 RCS는 출처마다 매우 차이가 나는데, 일부에서는 B-2 스피릿 0.75m2, F-22 0.01m2라고 한다.캐나다 국방부의 의회 답변에서, F-35 수출형은 0.1~0.25m2 정도라고 한다. 전투기 RCS가 얼마다라고 할 경우, 정면에서 마주보는 경우의 RCS를 말하며, 뒤에서, 옆에서, 위에서, 아래에서 볼 때의 RCS는 훨씬 크다.

## 불가사의하게 긴 레이더 탐지거리
Irbis-E도 그렇고, N036도 그렇고, 러시아의 최신형 AESA 레이더는 과도하게 긴 레이더 탐지거리를 갖고 있다. 어디까지나 카탈로그 스펙상의 성능이고, 러시아의 발표에 지나지 않아 곧이 곧대로 들을 순 없다는 의견도 다수 있지만, 그럼에도 논란의 여지가 많다. PAK FA 엔진 Article 30은 지금 장착되어 있는 엔진보다 15~18% 정도 효율적이고 수명주기비용도 줄어든다고 한다. 주요 패러미터가 15~18% 개선될 거라는 표현으로 보아 추력이 그만큼 높아진다는 것인데, 록히드 마틴 F-22A 랩터의 프랫 & 휘트니 F119 엔진과 맞먹는 추력을 가진 엔진을 쓰고 있는 수호이 Su-57이 엔진 효율까지 좋아진다면 레이더 탐지거리가 상당하다는 주장엔 신빙성이 있다. 레이더 탐지거리란 전력 출력이 많을 수록 탐지거리가 많이 나온다. 레이더 탐지거리가 270km인 F-35 전투기의 AN/APG-81도 레이더만 따로 떼서 사드의 레이더처럼 지상 기지에서 지상의 풍부한 전력을 사용한 결과, 1,300km 거리의 탄도미사일을 추적하는게 가능하다는 것을 증명했다. 레이더 탐지거리는 출력 크기에 달려 있다. 즉, 전투기에서 전기를 생산하는 전투기 엔진의 성능과 직결된 문제다.
| 국가   | 엔진명    | 추력(애프터버너) | 탑재기종                |
| ------ | --------- | ---------------- | ----------------------- |
| 중국   | WS-15     | 44,000 파운드    | 개발중                  |
| 미국   | F135      | 40,000 파운드    | F-35 라이트닝 II        |
| 미국   | F119      | 35,000 파운드    | F-22 랩터               |
| 중국   | WS-10G    | 34,000 파운드    | 청두 J-20               |
| 일본   | XF9-1     | 33,000 파운드    | F-3                     |
| 러시아 | AL-41F1   | 33,000 파운드    | 수호이 Su-57            |
| 러시아 | AL-31F M2 | 32,600 파운드    | 청두 J-20, 수호이 Su-34 |
| 러시아 | AL-41F 1S | 31,900 파운드    | 수호이 Su-35S           |

## 항상 카탈로그 스펙이 과장이 컸던 러시아 기종
1970년대, 미국이 탐지거리 170km인 레이더를 가진 맥도널 더글러스 F-15 이글을 개발했을 때, 소련도 수호이 Su-27을 개발했다. 소련도 수호이 Su-27의 레이더 N001가 170km 거리의 적기도 탐지할 수 있어 미국의 F-15와 동등하다고 주장하였으나, 실제론 그렇지 않았다. 미국 전투기에 비해 목표물 식별능력이 현저히 뒤떨어졌는데, 그 까닭은 레이더에 탑재된 프로세서 때문이다. 미그29(N010레이더)와 수호이27(N001레이더) 기종 둘 다 TS100 프로세서가 레이더에 탑재되어 있기 때문인데, 레이더 출력이 높더라도 레이더가 탐지하는 정보를 TS100의 처리능력이 따라오지 못했기 때문에 이론적으로 170km 거리에서 전투기를 탐지할 수 있는 SU-27 전투기는 170km 거리에서 전투기가 있다고 해도 탐지를 못하거나, 탐지하되 전투기인지 무슨 물체인지 판단할 수 없는 경우가 많아서 식별능력이 매우 제한된다. 그러나 미국의 F-15는 170km 이상의 거리에서 전투기를 훨씬 높은 확률로 탐지 및 식별에 성공하기 때문에 경쟁이 되질 못했다.물론 소련도 이러한 문제를 알고 있어서, 85,86년도에 N010 Zhuk 레이더를, 88년도에 N011 Bars 레이더를 개발한다. 실제로 N011 Bars 레이더는 당시 AN/APG-70 레이더와 비교해도 뒤쳐지지 않는 우수한 성능을 가지고 있었다. 수호이 27은 85년도에 일선 부대에 인도가 시작되었지만, 이미 그 전 83년도부터 수호이 27M 이라고 불리는 현대화 계획이 진행되었으며, 88년도에 신형 레이더를 탑재한 T-10M 시제기가 비행을 한다. 이런 상황에서 소련이 예산 문제, 최신예 항전장비 개발/탑재 지연 등으로 인해 80년대 말까지 수호이27을 배치하지 못하는 반면 미국은 80년대 말에 F-15E를 실전배치를 시작했다. 그 이후로 러시아제 전투기는 사실상 미국의 전투기와 경쟁이 되질 못하게 된다.

### 탐지거리 의혹
V. Tikhomirov 계측 연구소에 의하면, 400km의 탐지거리가 비현실적이라는 사실을 확인할 수 있다. 레이더 반사 면적이 전투기의 10배가 넘는 100 sqm에 달하는 B-52에 대해서도 250km의 조준 범위를 갖고 있다. 합성개구레이더 SAR 기능의 경우, Irbis-E의 SAR 해상도는 3 미터 로 1980년대 F-15E의 APG-70 레이더와 비슷하다고 간주된다. 그리고 지표면, Surface 표적의 경우 더 나쁘다. Irbis-E는 해군 구축함과의 목표 범위 가 100km 이고 항공 모함 과의 교전은 200km다. SAR로 300km 탐지거리까지 맵핑하는 F-16의 APG-83 레이더에는 비할 수 없는 수준이다. Su-35의 Irbis-E는 러시아 전투기에서 가장 강력한 레이더일 수 있으나, 러시아 밖의 세계에서는 사정이 그렇지 못하다. V. Tikhomirov 연구소의 자료에 의하면, 거의 공대공 탐지거리는 170km~200km의 수준이지, 400km에는 못 미친다. 러시아의 무기 카탈로그 기준은 서구권과 큰 차이가 있는데, 50% 탐지확률도 공식 카탈로그 성능으로 인정한다.